# Austin Nichols (basket-ball, 1982)
Pour les articles homonymes, voir Austin Nichols et Nichols.
Austin Melvin Nichols, né le 8 avril 1982 à Oakland, en Californie est un joueur américain de basket-ball qui évolue aux postes d'arrière et d'ailier.

## Biographie
Le 4 avril 2008, il est l'auteur de 42 points lors d'une rencontre face à Paris-Levallois. Il bat ainsi le précédent record de la saison détenu par Antonio Graves lors de la rencontre Élan Béarnais Pau-Orthez face à ASVEL Lyon-Villeurbanne où il avait inscrit 40 points. Il poursuit sa carrière dans ce même club de Hyères Toulon Var Basket avec lequel, le 14 novembre 2008, il marque 45 points à Dijon en battant son propre record personnel de 42 points malgré une défaite 97-98. Ses performances lui permettent d'être sélectionné dans le cinq majeur de la sélection étrangère du All-Star Game LNB 2008 face à la sélection française. Il est aussi sélectionné pour le concours de tir à trois points. Il termine finalement meilleur marqueur de la saison et il reçoit le titre de MVP étranger du championnat de France.
Nichols signe le 16 août 2009 avec Orléans dans l'optique de jouer l'Euroligue  2009-2010. Lors de cette compétition, dont Orléans dispute le premier tour avec un bilan de deux victoires et huit défaites, les statistiques de Austin Nichols sont de 11,1 points, 2,2 rebonds, 0,5 passe et 0,4 interception en 23 minutes 18. Il remporte un trophée avec Orléans avec une victoire en coupe de France .
À l'issue de cette saison, il quitte le championnat de France pour rejoindre la Turquie où il signe pour Tofaş Spor Kulübü. Il termine la fin de saison avec le club italien de Virtus Bologne qui le recrute dans l'optique des play-offs.

## Parcours universitaire
- 2000-2004 :  Humboldt State University (NCAA II)

## Clubs
- 2004-2005 :  Flight de Huntsville (NBA D-League)
- 2005-2006 :  Flame de la Floride (NBA D-League)
- 2006-2009 :  Hyères Toulon Var Basket (Pro A)
- 2009-2010 :  Entente Orléanaise 45 (Pro A)
- 2010-2011 :  Tofaş Spor Kulübü (TBL)
- 2011 :  Virtus Bologne (LegA)
- 2011-2013 :  Tofaş Spor Kulübü (TBL)
- 2013-2014 :  Stade Lorrain Université Club Nancy Basket (Pro A)

## Palmarès

### Distinctions personnelles
- MVP étranger du championnat de France 2008-2009
- Participation au All-Star Game LNB : 2008, 2013